# Equipo Especial de Seguridad
El Equipo Especial de Seguridad (en japonés: 特殊警備隊, romanji: Tokushu Keibitai) de la Guardia Costera japonesa es una unidad de operaciones especiales. Tiene encomendada la tarea de responder ante un acto de terrorismo, un secuestro o cualquier otro incidente relativo a uno o varios criminales armados o de extrema peligrosidad, cuando el incidente ocurra en cualquier embarcación ubicada en aguas japonesas. La unidad también es conocida por sus siglas en inglés S.S.T.

## Historia

### Antes del S.S.T.
Los orígenes del S.S.T. se remontan a 1985, cuando se creó una unidad especial conocida como la Guardia Marina del Aeropuerto Internacional de Kansai, cuyo entrenamiento corrió a cargo de los SEAL de la Marina de los Estados Unidos. 
En 1989, miembros de la unidad asaltaron una embarcación panameña al haberse recibido una petición de auxilio desde el Mar de China Oriental, en aguas de Okinawa, después de que oficiales británicos fueran atacados por tripulantes filipinos durante una revuelta. Todos los arrestados fueron puestos bajo custodia.
En 1992, la unidad proporcionó escolta a barcos que transportaban residuos nucleares desde Francia durante todo el camino a Japón.

### Establecimiento del S.S.T.
En 1996, después de un período de reorganización, la unidad cambió su nombre por el actual, es decir, S.S.T.

### Operaciones
El S.S.T. ha sido visto en acción en varios casos de infiltración de supuestos barcos norcoreanos en aguas japonesas, entre 1999 y 2002.

## Equipamiento

### Armas de fuego

#### Fusiles de asalto
- Howa Tipo 89
- Colt M16
- Colt M4A1

#### Subfusiles
- Heckler & Koch MP5

#### Escopetas
- Remington 870

#### Armas cortas

##### Revólveres
- Smith & Wesson M19 (primera arma corta antes de la adquisición de la Sig Sauer P228).

##### Pistolas
- Sig Sauer P228

### Ítems de apoyo
- Cascos Pro-Tec
- Cascos PASGT
- Chalecos antibalas
- Flashbangs (granadas cegadoras)
- Dispositivos de visión nocturna
- Dispositivos electrónicos (cámaras, micrófonos, etc.)
- Equipos de buceo de la marca Drägerwerk

## Organización

### Localizaciones
El S.S.T. tiene su base en la Estación Especial de Seguridad de Osaka, dependiente del Cuartel General de la 5ª. Región de la Guardia Costera, situada en Kōbe.
El equipo cuenta con unos 60 miembros.
En ocasiones, miembros del S.S.T. han participado en ejercicios de la Iniciativa de Proliferación de Seguridad llevados a cabo en Australia.

### Estructura
- Jefe de la Estación Especial de Seguridad de Osaka (con rango de capitán de la Guardia Costera).
- Líder de compañía (con rango de teniente comandante de la Guardia Costera).
- 1º. Equipo Especial de Seguridad, 8 personas (rango del líder, teniente de la Guardia Costera).
- 2º. - 7º. Equipos Especiales de Seguridad (organización similar al anterior).